# Землетрясения в Новой Зеландии

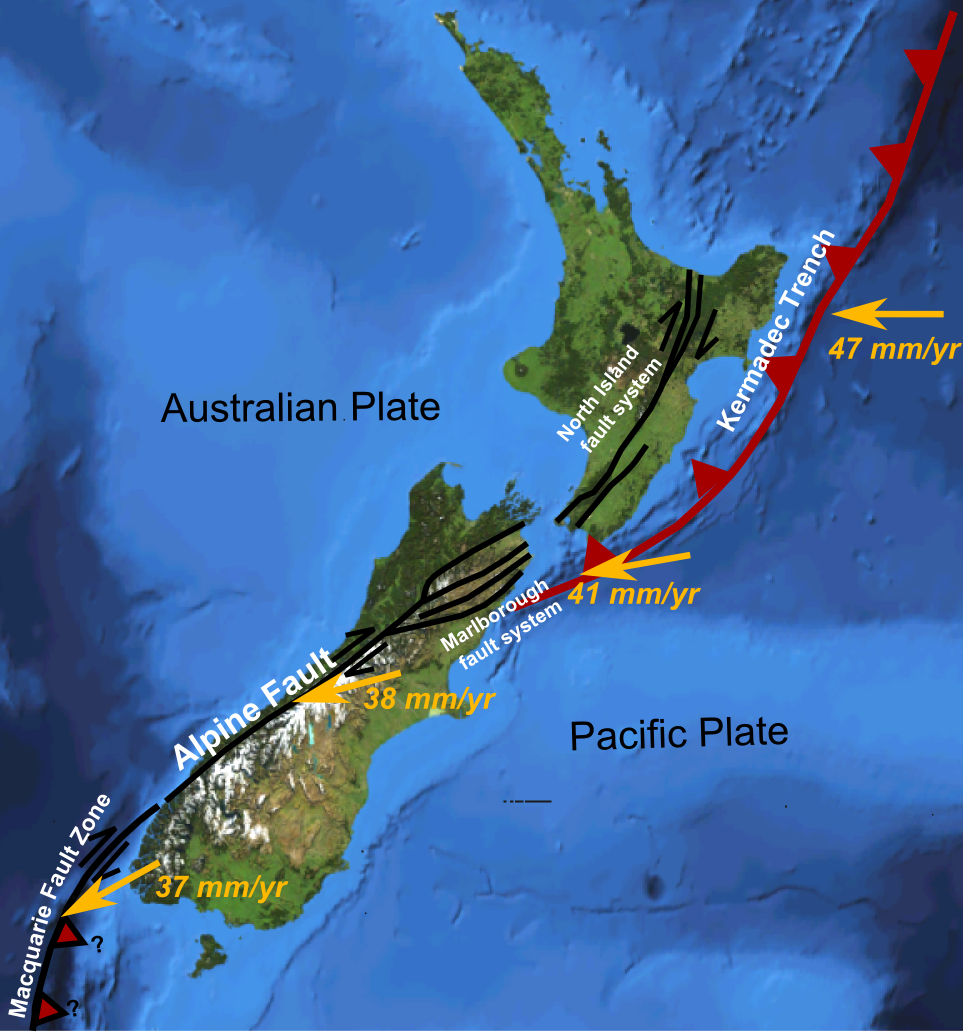
Основные зоны активных разломов Новой Зеландии. Показаны векторы смещения Тихоокеанской плиты по отношению к Австралийской плите в зоне субдукции.

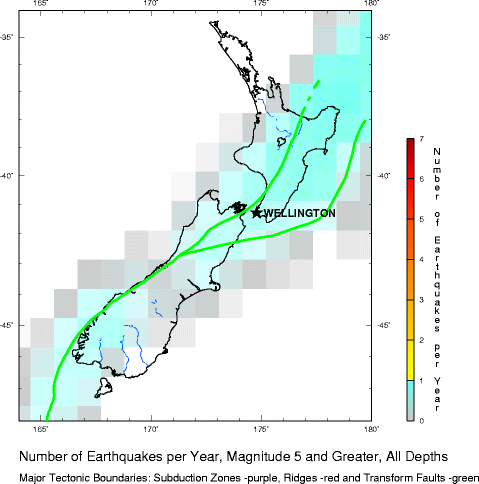
Схема распространения землетрясений (магнитудой 5 и выше)

Землетрясения в Новой Зеландии происходят вследствие географического расположения страны в геологически активной зоне Тихоокеанского вулканического огненного кольца. Ежегодно в Новой Зеландии регистрируется порядка 20 000 землетрясений, большинство которых являются слабыми. Около 200 из них являются ощутимыми. В целях обеспечения безопасности и предупреждения катастрофических последствий в Новой Зеландии действуют строгие строительные правила и нормативы.

## Распространение
Большая часть землетрясений в Новой Зеландии происходит в зоне конвергентной границы Австралийской и Тихоокеанской литосферных плит. Эта граница на территории Новой Зеландии проходит от Фьордленда на юго-западе до мыса Восток на северо-востоке. Крупные землетрясения происходят в Альпийском разломе, в зоне субдукции Тихоокеанской плиты, где тектонические силы действуют в различных направлениях.
Наиболее крупным городом в зоне риска землетрясений является столица Новой Зеландии, Веллингтон. Другие города, такие как Хейстингс, Нейпир, Крайстчерч также находятся в зоне риска. Во всех этих городах, а также во множестве других населённых пунктов Новой Зеландии случались землетрясения как до, так и после европейской колонизации.

## Социальный эффект
Новую Зеландию иногда называют Дрожащими островами (Shaky Isles). После образования первых поселений в Новой Зеландии европейцы вскоре столкнулись с тем фактом, что землетрясения здесь происходят достаточно часто. Так, 26 мая 1840 года новое поселение Порт-Николсон подверглось первому из последующего множества землетрясений и тектонических толчков.

## Сфера образования
Новозеландская комиссия по землетрясениям (EQC) проводит образовательную программу на большей части территории страны. По заявлению самой комиссии, она

надеется обеспечить просвещение населения в отношении сейсмической опасности и методов уменьшения или предотвращения ущерба от землетрясений.Оригинальный текст (англ.)hopes to provide «public education about seismic hazards and methods of reducing or preventing seismic disaster damage».
Комиссия по землетрясениям спонсирует тематические выставки, посвящённые ущербу от землетрясений, которые проводятся в музее Новой Зеландии, а также проводит социальные маркетинговые кампании. Так, в период с июня 2005 по июнь 2006 годов проводилась обширная рекламная кампания с привлечением главных телевизионных каналов Новой Зеландии. В телевизионных роликах уделялось внимание рискам, связанным с землетрясениями, их роли для Новой Зеландии и тем мерам, которые могут быть предприняты частными домовладениями для предотвращения ущерба. Слоганом этой кампании было выражение «Fix. Fasten. Forget.»(рус. Починили. Укрепили. Забыли.). Кроме того, в октябре 2006 года многие домовладения получили бесплатные магниты на холодильник, «EQ-IQ», от комиссии по землетрясениям.

## Строительные нормативы
Ранние европейские поселенцы довольно быстро осознали важность использования соответствующих методов строительства в сейсмоопасной стране. Землетрясение 1848 года в Марлборо нанесло сильный ущерб каменным и кирпичным строениям в Веллингтоне, что вынудило его жителей заново отстроить город в основном из дерева; после этого городу был причинён сравнительно небольшой ущерб при землетрясении магнитудой 8,2, случившимся в 1855 году, в результате которого земля поднялась на 2—3 метра. В результате землетрясения в Хокс-Бей многие здания в Хейстингсе и Нейпире были стёрты с лица земли. Были приняты новые строительные нормативы и правила, которые гласили, что любые новые здания, строящиеся в Хейстингсе и Нейпире должны быть не выше 5 этажей. Как следствие, оба города стали получать небольшой ущерб в результате других землетрясений, случавшихся в регионе.